# Material Girl
Material Girl – utwór muzyczny amerykańskiej piosenkarki Madonny pochodzący z jej drugiego albumu studyjnego Like a Virgin (1984) i zarazem drugi promujący go singel.
Utwór odniósł komercyjny sukces, osiągając najwyższe notowania w Australii, Belgii, Kanadzie, Irlandii, Japonii i Wielkiej Brytanii. Zajął też drugie miejsce na liście Billboard Hot 100 w Stanach Zjednoczonych.

## Teledysk
Wideoklip inspirowany był wykonaną przez Marilyn Monroe piosenką Diamonds Are a Girl’s Best Friend z filmu Mężczyźni wolą blondynki (1953); część scen była bezpośrednim naśladowaniem filmowego występu, podczas gdy reszta ukazywała wątek reżysera usiłującego zdobyć serce popularnej aktorki. U boku Madonny pojawił się m.in. aktor Keith Carradine. Madonna często twierdziła, że żałuje nagrania tego utworu, ponieważ media wykorzystywały jego tytuł jako pseudonim czy też określenie jej samej.

## Notowania
| Terytorium        | Notowanie                          | Pozycja |
| ----------------- | ---------------------------------- | ------- |
| Stany Zjednoczone | Billboard Hot 100                  | 2.      |
| Stany Zjednoczone | Hot 100 Single Sales               | 3.      |
| Stany Zjednoczone | Hot 100 Airplay                    | 2.      |
| Stany Zjednoczone | Hot Dance Music/Club Play          | 1.      |
| Stany Zjednoczone | Adult Contemporary                 | 38.     |
| Stany Zjednoczone | Hot R&B/Hip Hop Singles and Tracks | 49.     |
| Stany Zjednoczone | UK Singles                         | 3.      |
| Australia         | nieznana                           | 4.      |
| Kanada            | nieznana                           | 4.      |
| Japonia           | nieznana                           | 2.      |
| Belgia            | nieznana                           | 3.      |
| Europa            | European Hot 100 Singles           | 5.      |
| Nowa Zelandia     | nieznana                           | 5.      |
| Niemcy            | nieznana                           | 13.     |
| Irlandia          | nieznana                           | 3.      |
| Finlandia         | nieznana                           | 5.      |
| Austria           | nieznana                           | 8.      |
| Francja           | nieznana                           | 47.     |
| Norwegia          | nieznana                           | 8.      |
| Szwajcaria        | nieznana                           | 15.     |
| Szwecja           | nieznana                           | 10.     |
| Włochy            | nieznana                           | 18.     |